# 大西敏夫
大西 敏夫（おおにし としお、1952年 - ）は、日本の農業経済学者。和歌山大学経済学部教授。
1952年大阪府生まれ。大阪府立大学大学院修了。1998年に博士（農学）を取得。地域農業の再生・活性化や、都市と農村の共生を研究している。

## 著書

### 単著
- 『農地動態からみた農地所有と利用構造の変容』（筑波書房、2000年）

### 共著
- 『農学から地域環境を考える』（大阪公立大学共同出版会、2003年）

### 編著
- 『園芸産地の展開と再編』（農林統計協会、2001年）
- 『地域産業複合体の形成と展開』（農林統計協会、2005年）
- 『食と農の経済学　現代の食料・農業・農村を考える』（ミネルヴァ書房、2006年）
- 『都市と農村　－交流から協働へ－』（日本経済評論社、2011年）